# Aşıqbayramlı
Aşıqbayramlı è un comune dell'Azerbaigian situato nel distretto di İsmayıllı. Conta una popolazione di 765 abitanti.